# Eurotofobia
Eurotofobia é a aversão, medo ou antipatia pela genitália feminina. A eurotofobia origina-se da combinação do grego eurṓs, que significa "vulva", com phobia, que significa "medo" ou "aversão".

## Semântica
Um termo cujo significado é sinônimo de eurotofobia é Kolpofobia; Kolpofobia deriva das palavras gregas kolpos, que significam "útero" ou "dobra" (frequentemente usadas para se referir à Vagina). O termo se traduz literalmente como "medo da vagina" ou "medo do útero".
O equivalente masculino correspondente a essa condição é chamado falofobia.

## Origem
Essa aversão à genitália feminina pode originar-se de alguma predisposição inata ou ser aprendida por meio de frequentes denúncias sobre a aparência estética de alguém e comentários aberrantes durante a infância. Às vezes, a eurotofobia é um desdobramento da aversão a subprodutos percebidos da genitália feminina, como fluxo ou muco. A condição pode manifestar-se tanto em homens quanto em mulheres e, por vezes, ser desencadeada por algum evento estressante. Esse fenômeno também foi observado em estudantes de medicina, particularmente na área de Obstetrícia, levando, em alguns casos, ao abandono do curso. De acordo com a revista online feminina romena Ele, a adoção dessa condição por parte das mulheres pode levar a vários sintomas, incluindo depressão e autoagressão, e tem origem em uma educação muito pudica e puritana. Outras explicações postulam a transmissão de lendas urbanas, como Vagina dentata ou conceitos freudianos, como ansiedade de castração. Eurotofóbicos também podem ter desenvolvido sua condição após terem sido molestados por uma mulher adulta.

## Peculiaridades
Embora um indivíduo médio possa ter aversão a determinadas partes do corpo, a característica distintiva da eurotofobia é que ela excede as desinclinações apresentadas pela maioria das pessoas, sendo um traço que pode afetar negativamente tanto homens quanto mulheres. A condição às vezes é associada à Erotofobia e pode afetar a confiança do indivíduo em interações sociais e profissionais. A situação pode decorrer tanto de uma antipatia direta quanto da percepção vicária que uma mulher pode ter sobre o que outros, como seu cônjuge, pensam de sua vulva. Os sintomas incluem ansiedade, inibição, distrações, Anafrodisia e incapacidade de estabelecer um relacionamento romântico. Pessoas com tais inclinações podem apresentar um desejo acentuado de substituir menções audíveis à vulva por eufemismos. A extensão da condição varia de pessoa para pessoa, com algumas sentindo repulsa, outras reagindo somente quando provocadas, evitando pensar em órgãos sexuais femininos ou um profundo medo. A eurotofobia também foi mencionada pela Planned Parenthood na seção de léxico de suas publicações. Em vez de ser uma anomalia, algumas obras históricas apontam para culturas em que o comportamento eurotofóbico era predominante, como aquelas em que os casais evitavam copular em áreas iluminadas para garantir que a vulva permanecesse fora de vista. Medo ou constrangimento ao discutir a vagina manifesta-se em algumas mulheres com problemas de saúde, o que pode dificultar o diagnóstico ou o tratamento de certas condições médicas.